# La movida (programa de televisión)
La movida, antes llamado La movida del Festival, fue un programa de televisión chileno, emitido por Canal 13 desde la ciudad de Viña del Mar a fines del mes de febrero, coincidiendo con la realización del Festival Internacional de la Canción de esa ciudad.
Se estrenó el 14 de febrero de 2000 y terminó el 26 de febrero de 2010, periodo en que la estación televisiva tuvo los derechos de transmisión del festival. En ese periodo, La movida del Festival era la tribuna oficial para que los artistas invitados al certamen pudieran ser entrevistados antes o después de su presentación en algún hotel de la ciudad.
Su segunda etapa comenzó el año 2016, bajo el nombre de La movida, emitiéndose a pesar de que Canal 13 no poseía los derechos de la transmisión del Festival de Viña del Mar. Fue renovado para una nueva temporada en febrero de 2017.

## Historia

### Primera etapa (2000-2010)
Fue estrenado el 14 de febrero de 2000, aprovechando el inicio del Festival de Viña 2000, donde por primera vez Canal 13 tenía los derechos de transmisión de este evento. En aquella ocasión era conducido por Kike Morandé, presentador del estelar Viva el lunes, y la actriz Angélica Castro. El espacio era conducido desde el bar del Hotel O'Higgins, y ese año tuvo invitados como Duran Duran, Chayanne y Celia Cruz, entre otros, quienes eran acompañados en el piano por Pancho Puelma.
Durante el festival de 2001, Angélica Castro se mantuvo en la conducción, pero Morandé (quien había emigrado a Mega a conducir Morandé con compañía) fue reemplazado por el humorista y también conductor de Viva el lunes, Álvaro Salas. También fueron parte del elenco el humorista argentino Freddy Villarreal con su personaje «Figuretti» y el notero Patricio Oñate. En el programa, el grupo La Ley se enteró por medio de una periodista de haber ganado el premio Grammy a la «Mejor interpretación rock latino/alternativo» por Uno.
Para el certamen de 2002, Castro sale del espacio, y Álvaro Salas es acompañado de la cantante Myriam Hernández, quien destacó por sus imitaciones a diversas artistas latinoamericanas. También se suman al elenco la modelo Kenita Larraín, y los comediantes Daniel Alcaíno, con su personaje Yerko Puchento, y el joven Stefan Kramer.
En los años siguientes, Álvaro Salas coanimó La movida con distintas personalidades; el cantante y presentador Luis Jara (2003 y 2006), el actor Cristián de la Fuente (2004), la modelo Jeannette Moenne-Loccoz junto al chef Carlo von Mühlenbrock (2005) y Eli de Caso (2007). Este último año el programa comienza a transmitirse desde la terraza del Sheraton Miramar, a orillas del Océano Pacífico.
En 2008 Luis Jara vuelve al programa reemplazando a Álvaro Salas, quien lo anima con Raquel Argandoña, y en 2009 Jara fue reemplazado por Sergio Lagos.
En 2010 redujo su nombre a La movida, y en aquella ocasión Argandoña fue reemplazada por Tonka Tomicic. El 26 de febrero de 2010 tuvo su último episodio, ya que en la madrugada del día siguiente ocurrió un terremoto y tsunami que devastó Chile, terminando abruptamente el festival y todos sus programas satélites, ya que todos los canales se centraron en la emergencia.
El programa no fue renovado en 2011, año en que Chilevisión ganó la licitación para transmitir el festival. El nuevo canal oficial estrenó un programa de similar formato y horario que La movida, y emitido desde el mismo hotel, llamado Fiebre de Viña.

### Segunda etapa (2016-2017)
Luego de 6 años de ausencia, el programa regresó a las pantallas de Canal 13 el sábado 20 de febrero de 2016, con la animación de Diana Bolocco y Jean Philippe Cretton, quienes estuvieron acompañados por el fotógrafo Jordi Castell y el comediante Rodrigo Salinas. También contó con la participación de Francisco Saavedra y Jhendelyn Núñez, reina del certamen en 2015.
Desde el 18 de febrero de 2017 el programa inició su temporada 12, nuevamente conducido por Diana Bolocco, ahora en compañía de Francisco Saavedra, dada la renuncia de Jean Philippe Cretton a la estación televisiva.
Para el Festival de Viña de 2018, Canal 13 anunció que no se realizaría La movida, dados los altos costos de producir un programa desde Viña del Mar. En 2019 Canal 13 volvió a la emisión del Festival de Viña, junto a TVN, y en el horario vespertino ambos canales transmitieron en conjunto Échale la culpa a Viña, de idéntico formato a La movida.

## Presentadores
- Kike Morandé (2000)
- Angélica Castro (2000-2001)
- Álvaro Salas (2001-2007)
- Myriam Hernández (2002)
- Luis Jara (2003; 2006; 2008)
- Cristián de la Fuente (2004)
- Jeannette Moenne-Loccoz (2005)
- Carlo von Mühlenbrock (2005)
- Eli de Caso (2007)
- Raquel Argandoña (2008-2009)
- Sergio Lagos (2009-2010)
- Tonka Tomicic (2010)
- Diana Bolocco (2016-2017)
- Jean Philippe Cretton (2016)
- Francisco Saavedra (2017)